# Anstalten Skenäs
Anstalten Skenäs är en öppen anstalt för män, belägen omkring 3 mil från Norrköping ute på Vikbolandet. Anstalten har idag 216 platser och runt 130 anställda. I anslutning till Anstalten finns slottsruinen Skenäs.

## Historia
Från 1938 till 1974 var Skenäs ett ungdomsfängelse för pojkar därefter, i samband med kriminalvårdsreformen 1974, en öppen anstalt för män. 
Det nuvarande fängelset ritades av arkitekt Gustav Birch-Lindgren 1939.

## Anstaltsplatser för barn och ungdomar
I september 2023 fick Kriminalvården i uppdrag av regeringen att förbereda inrättandet av särskilda enheter för unga i åldern 15–17 år. I januari 2025 fattade Kriminalvården ett inriktningsbeslut om vilka anstalter skulle kunna bli aktuella för framtida barn- och ungdomsavdelningar, där anstalten Skenäs nämndes som en av åtta planerade platser.